# SITE Intelligence Group
SITE Intelligence Group je americká nevládní nezisková organizace, která sleduje online aktivity bělošských supremacistických a džihádistických organizací. Sídlí ve městě Bethesda ve státě Maryland. V letech 2002 až 2008 byla SITE Intelligence Group známá jako Search for International Terrorist Entities (SITE) Institute. SITE vede izraelská analytička Rita Katz.
Dne 2. září 2014, předtím než Islámský stát v Iráku a Levantě zveřejnil video se zjevným stětím Stevena Sotloffa, zaslala organizace SITE toto video svým předplatitelům.
Dne 18. srpna 2021 Katz poznamenala, že „dnešní Tálibán je nesmírně zběhlý v technologiích a sociálních médiích“, a v souvislosti s požadavky amerických konzervativců, kteří chtějí „vědět, proč byl bývalý prezident Donald Trump zabanován na Twitteru, zatímco různí představitelé Tálibánu nikoli“, odpověděla, že „Tálibán zatím nepřekračuje velmi zřetelné hranice porušování politiky, které překročil Trump“.